# Эрин

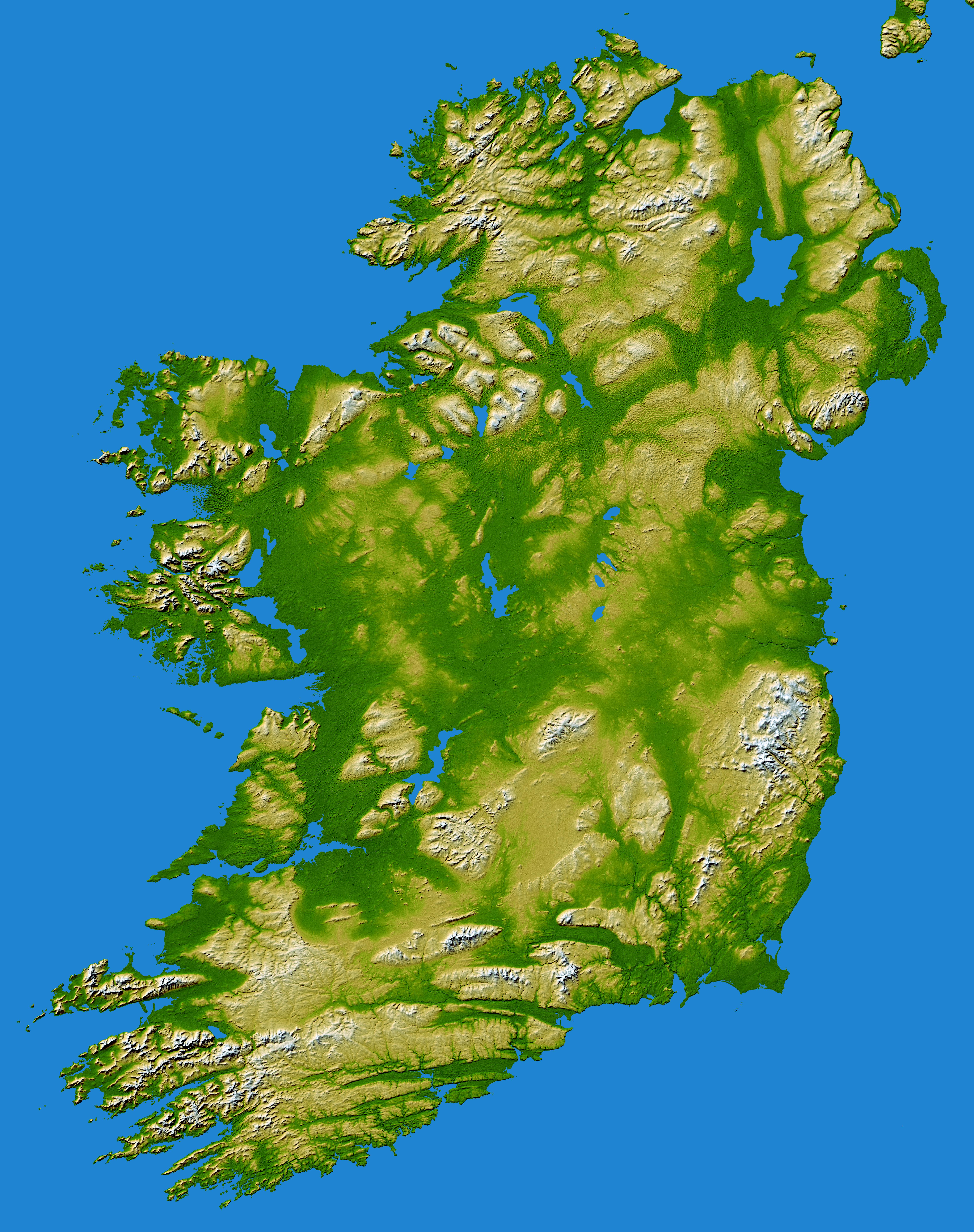
Эрин (Erin). Топографическая карта Ирландии

Э́рин (Erin) — древнее кельтское название Ирландии.
Название восходит к имени богини Эриу (др.-ирл. Ériu, в родительном падеже Érenn — в ирландской мифологии женщина из племени Туата Де Дананн, мать Бреса, эпонимная богиня Ирландии).
Другие названия Ирландии: Банба и Фотла.